# Bénédictines de la Providence
Les bénédictines de la Providence (en latin : Sororum Benedictinarum a Providentia) sont une congrégation religieuse féminine enseignante et hospitalière de droit pontifical.

## Historique
En 1826, les époux Cambiagio-Frassinello décident d'embrasser la vie religieuse, Jean Baptiste Frassinello devient frère laïque chez les clercs réguliers de Somasque tandis que Bénédicite, avec quelques compagnes, se consacre aux soins des orphelins de Pavie.
Le 16 juillet 1838, Bénédicite et quatre compagnes quittent Pavie sur demande de Luigi Tosi (it), évêque de Pavie et déplacent leur œuvre à Ronco Scrivia où commence officiellement la nouvelle congrégation appelée à l'origine de Notre-Dame de Providence. Le nom actuel de Bénédictines vient du prénom de la fondatrice et n'a aucun lien avec l'Ordre de Saint-Benoît.
L'institut est approuvé par Andrea II Charvaz, archevêque de Gênes en 1856 et reçoit le décret de louange le 24 juin 1917 ; il est finalement approuvé par le Saint-Siège le 29 mars 1926 et ses constitutions le 2 mars 1937. 

## Activités et diffusion
Les bénédictines de la Providence se consacrent principalement à l'enseignement et aux orphelins.
Elles sont présentes en : 
- Europe : Italie, Espagne.
- Amérique : Brésil, Pérou.
- Afrique : Burundi, Côte-d'Ivoire.

La maison généralice est à Gênes.
En 2017, la congrégation comptait 99 sœurs dans 18 maisons.